# NGC 6401
NGC 6401 est un amas globulaire situé dans la constellation d'Ophiuchus à environ 34 600 a.l. (10,6 kpc) du Soleil et à 8 800 a.l. (2,7 kpc) du centre de la Voie lactée. Il a été découvert par l'astronome germano-britannique William Herschel en 1784.

## Caractéristiques
Selon la base de données Simbad, la vitesse radiale héliocentrique de cet amas est égale à (−99,3 ± 3,2) km/s et sa distance est égale à 11,0 kpc. William W. Harris indique une valeur passablement différente pour la vitesse, soit (−65 ± 8,6) km/s.
Selon une étude publiée en 2011 par J. Boyles et ses collègues, la métallicité de l'amas globulaire NGC 6401 est égale à -1,02 et sa masse est égale à 286 000 {\displaystyle M_{\odot }}. Dans cette même étude, la distance de l'amas est aussi estimée à environ 10,6 kpc (∼34 600 al). Harris indique aussi une métallicité de -1,02. Une autre publication moins récente indique une métallicité de -0,96 ± 0,27 et un âge de 11,8 ± 2,0 milliards d'années. Simbad indique une seule valeur pour la métallicité, soit -1,37, une valeur assez différente des autres. 
Une métallicité comprise près de -1,0 signifie que la concentration en fer de NGC 6401 est égale à 10−1, soit 10 % de celle du Soleil. La valeur de la métallicité de Simbad donne une concentration en fer de 4,3 %. Après le Big Bang, l'Univers étant surtout composé d'hydrogène et d'hélium, la métallicité était pratiquement nulle. L'Univers s'est progressivement enrichi en métaux (éléments plus lourds que l'hélium) grâce à la synthèse de ceux-ci dans le cœur des étoiles. La métallicité des amas du halo de la Voie lactée varie d'un centième à un dixième de la métallicité solaire, ce qui signifie que ces amas se décomposent en deux sous-groupes, les relativement jeunes et les vieux. Selon sa métallicité, NGC 6401 serait donc un vieil amas riche en métaux.

## Galerie

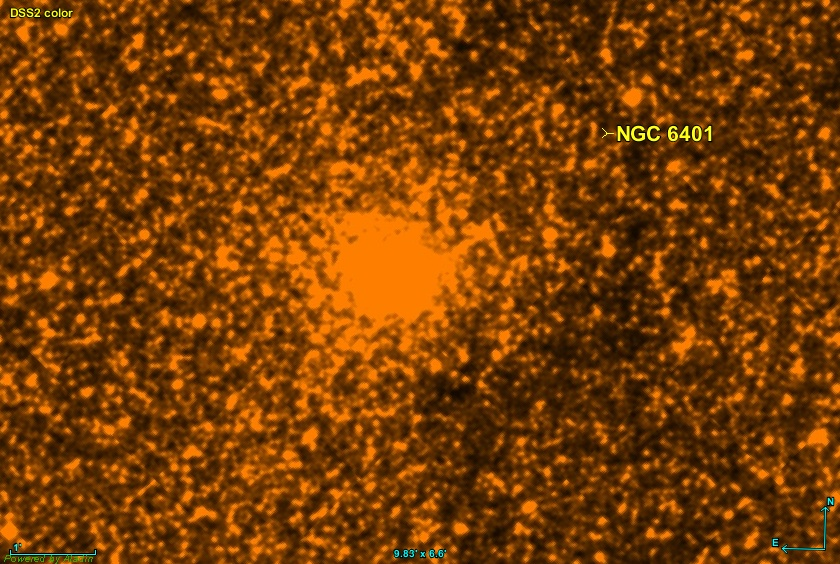
NGC 6401 en lumière visible par le relevé Digitized Sky Survey.
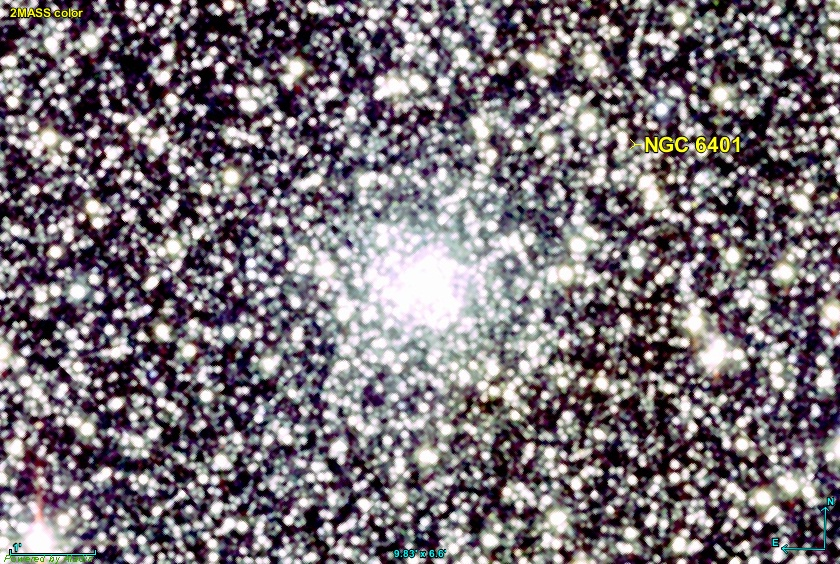
NGC 6401 en infrarouge par le relevé 2MASS.